# Îles Vénetiennes (Nouvelle-Orléans)

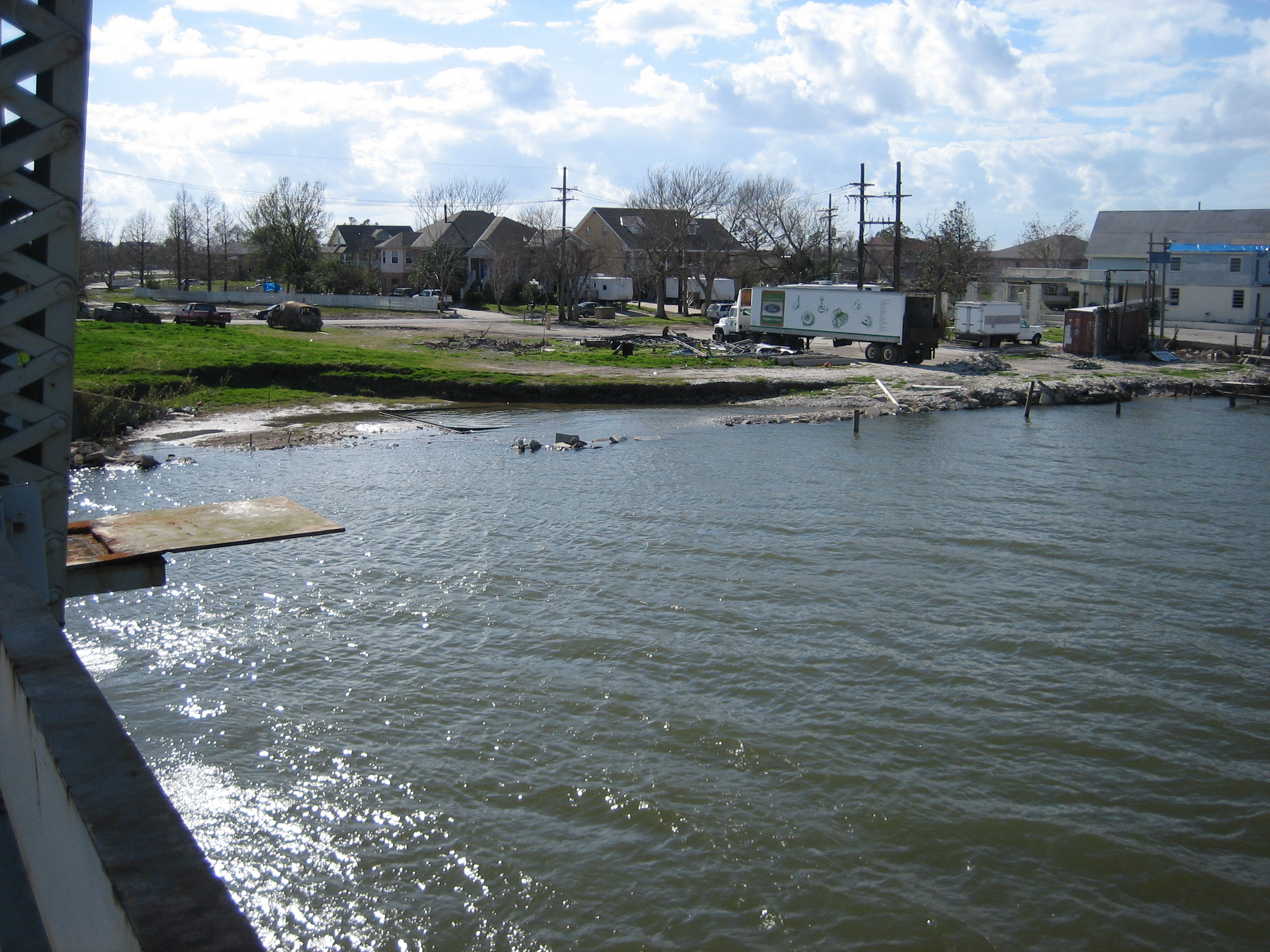
Vue partielle des Îles Vénétiennes depuis le pont du Chef menteur, après le passage de l'ouragan Katrina.

Les îles Vénetiennes ou îles Vénitiennes (en anglais : Venetian Isles) constituent une zone périphérique à l'écart du développement urbain de la ville de La Nouvelle-Orléans en Louisiane.
Les îles Vénetiennes formaient un village de pêcheur avec une petite marina. L'ensemble fait partie intégrante de la ville de La Nouvelle-Orléans. Avec le développement urbain, la petite communauté est devenue une cité dortoir.
Les îles Vénetiennes sont situées le long de la passe du Chef menteur. Les îles Vénétiennes sont traversées par la route U.S. Route 90 depuis le pont du Chef menteur.
Les îles Vénetiennes sont traversées par de nombreux bayous et canaux : Bayou Bienvenue, Bayou Mercier, Bayou Sauvage, Bayou Tortue, Canal Michoud, et Village de l'Est.
Sur son territoire s'élèvent les ruines du fort Macomb, construit au début du XIXe siècle par les Américains pour défendre la Louisiane de toute attaque anglaise.
En août 2005, l'ouragan Katrina a gravement endommagé les îles Vénetiennes.
Le député Joseph Cao, membre de la Chambre des représentants des États-Unis demeure dans les îles Vénétiennes.

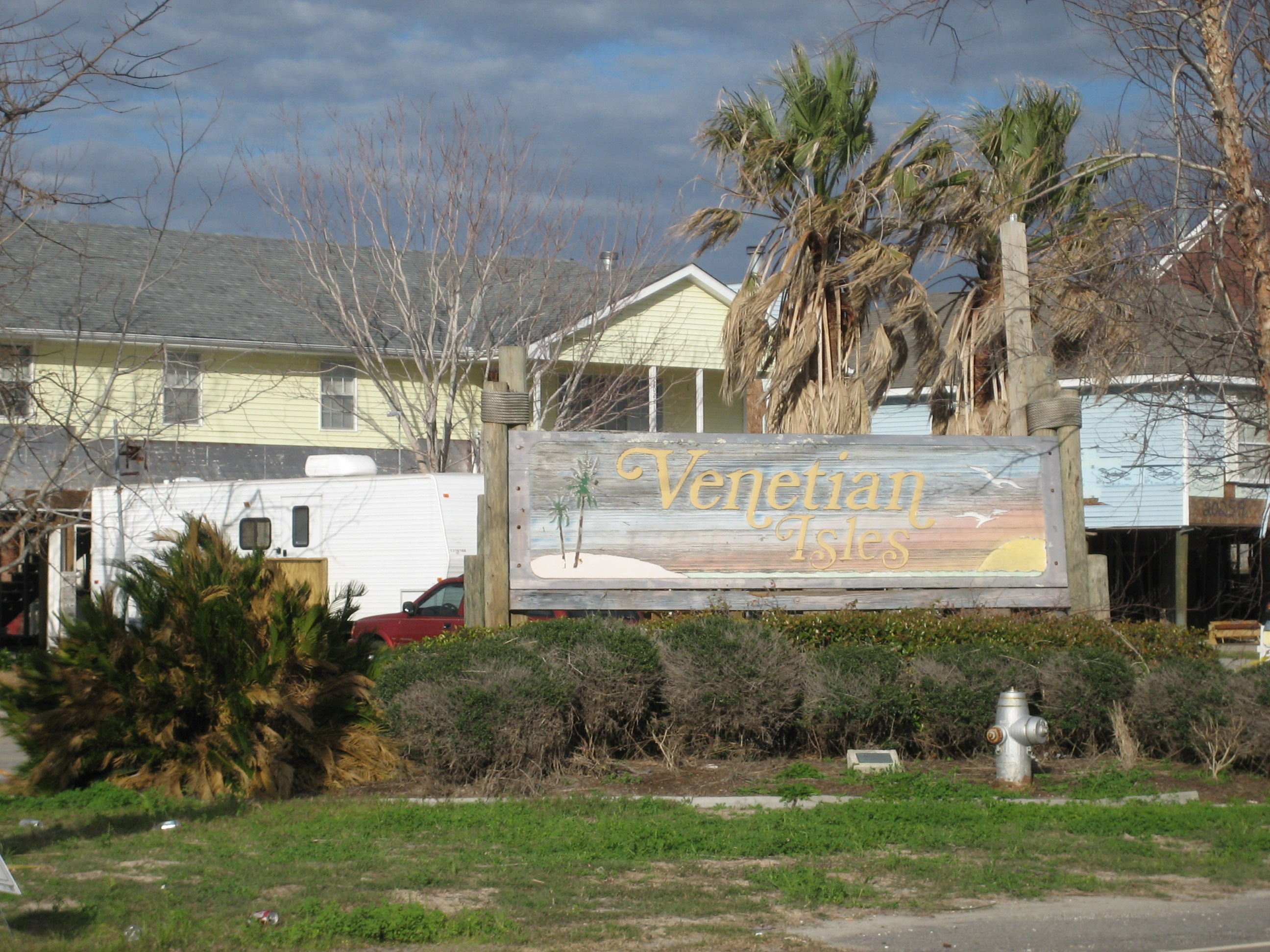
Panneau de bienvenue à l'entrée des Îles Vénetiennes, le long de route U.S. 90, après le passage de l'ouragan Katrina.